# Marchantiales
A Marchantiales a májmohák törzsébe tartozó növényi rend, körülbelül 180 faj tartozik bele.

## Jellemzőik

### A telep (tallusz) felépítése
A Marchantiales rend fajainak komplex, összetett felépítésű telepei vannak, tehát lapos, szalag szerűen növő májmohák. A telepeknek a felső és alsó része jól megkülönböztethető. A telepek alsó részén egysejtű gyökérszerű struktúrák, ún. rhizoidok vannak. A rhizoidok a telepet a talajhoz rögzítik, és abból vizet képesek felvenni, de ez a szervecske nem rokon (homológ) a magasabb rendű növények gyökereivel. Ezenkívül a telep alsó részén többsejtű hasi vagy ventrális pikkely található. Mind a rhizoidok, mind a ventrális pikkelyek a víz abszorpcióját, felszívását szolgálják.
A telep függőlegesen két rétegre osztható. Az alsó részben úgynevezett olajsejteket vannak, melyek lipideket tartalmaznak, és vannak még víztároló sejtek és klorofill-szegény parenchyma sejtek. A felső részben szabályos rendszerben nagy sejtközötti terek vannak, melyek összeköttetésben állnak a külvilággal gázcserenyílásokon keresztül (sztómák). A felső rétegben helyezkednek el a kloroplasztiszban gazdag parenchima sejtek (asszimilátorok). A fotoszintézis legnagyobb részét ezek a sejtek végzik. Az asszimilátor sejtek pálcika szeren nyúlnak be a a  levegővel töltött intercelluláris terekbe (légkamrákba), ez a hatékonyabb gázcserét szolgálja. Az intercelluláris légkamrák mindegyikének tetején van egy nyílás, aminek hordószerű, összetett struktúrája van. A benne elhelyezkedő sejtek, ha kiszáradnak a vízhiány miatt, akkor összeomlanak és így bezárják a nyílást és így megakadályozódik a telep további vízvesztesége.
A Marchantiopsida osztály tagjainál a központi ér gyengén fejlett. A Marchantiales rendben csak három nemzetség esetében vannak a vegetatív szaporodást segítő sarjtestek (gemmae). Ezek közül a Marchantia nemzetség a legismertebb, a telep felszínén ún. rügykosarak vannak, amik csésze alakúak, ezekben termelődnek a lencse alakú sarjtestek. A sarjtesteket az eső mossa ki a rügykosárból és így tudnak hatékonyan szaporodni (splash-cup mechanizmus).

### Ivarszervek

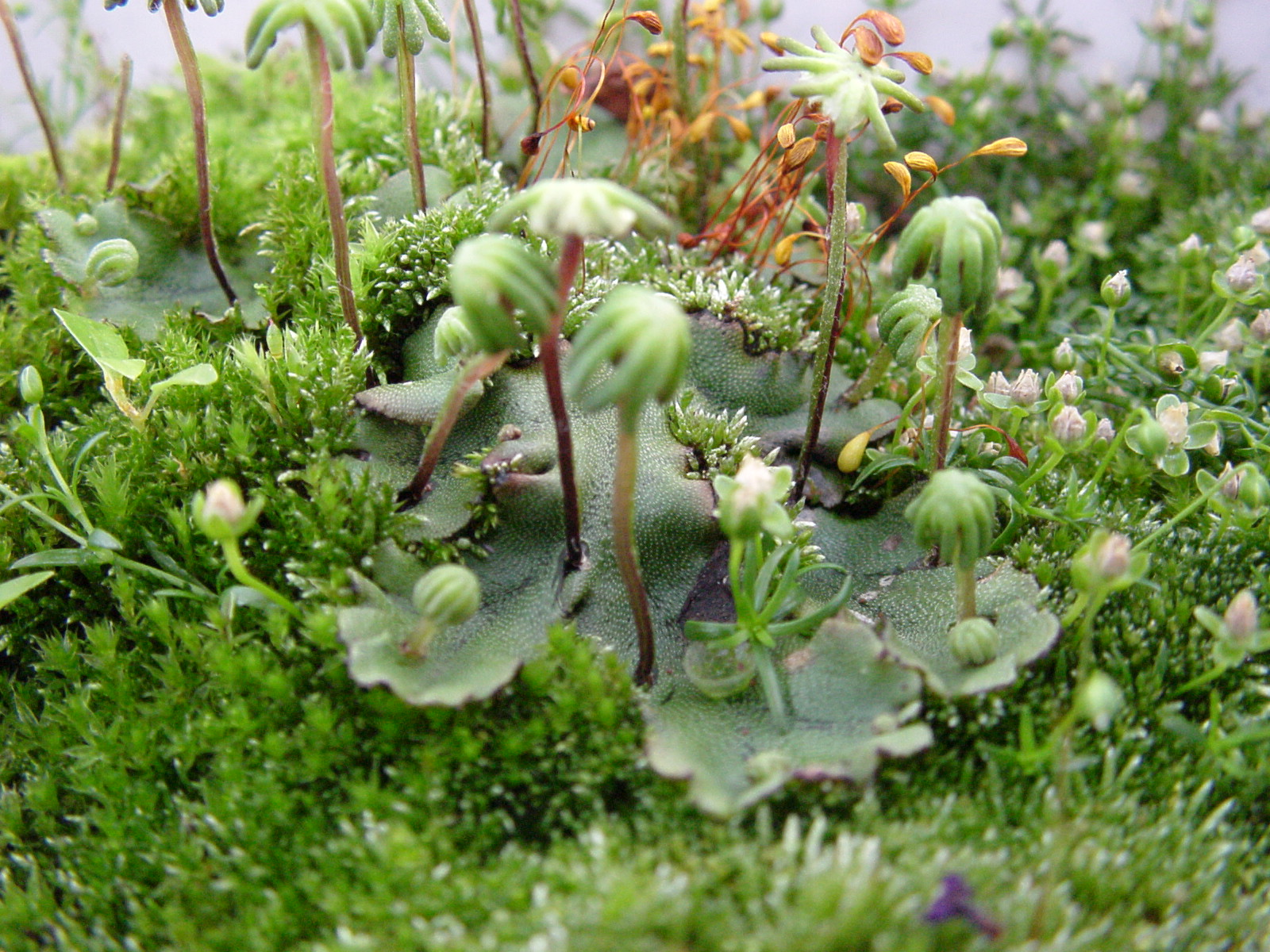
Archegoniumok 9 nyúlvánnyal. Az aljukon megduzzadt „fehéres szőrökkel” ahol a spórákat a elaterák szórják ki.

Az ivarszervek (latinul gametangium) az ivarsejtek termeléséért felelős sejtek csoportja. A Marchantiales rend esetében az ivarszerveket ún. gametangoiforok hordozzák, ezek tipikusan esernyő alakúak, melyeknek rövidebb-hosszabb szára van. A rend tagjai rendszerint kétlakiak, tehát vannak hím és női ivarszervek és ezek külön növényeken helyezkednek el. A hím antheridiumok a telep felső oldalán fejlődő antheridioforok hordozzák, ahol a korong alakú szervbe süllyedve helyezkednek el. A női archegoniumokat esernyő alakú archegonioforokban vannak és hozzák létre a spórákat, miután a hímivarsejtek megtermékenyítik a női petesejteket.
Amikor a spermatozoidok (hím ivarsejtek) megérnek, az anteridiumok falisejtjei nyálkássá válnak és megduzzadnak, így a spermatozoidok kiszorulnak, kilökődnek a külvilágba. Ha esik az eső a spermatozoidokat a csapódó víz felpermetezi az archegonioforok aljára, ezért az antheridioforok alacsonyabbak, mint az archegonioforok. Vannak még nyél nélküli, rövid szárú gametangioforok is, ahol a telep felszínén lévő vízben úszva jutnak el a hím ivarsejtek a női ivarsejtekhez. A gametangioforok szára sokféle hosszúságú lehet, egészen a néhány millimétertől egészen a 10 centiméteresig.

### Sporofiton
A sporofiton, amint az általában a Marchantiopsida osztályra jellemző, az archegoniumon belül helyezkedik el. A hím és női ivarsejt egyesülése után (megtermékenyítés) az embrió elkezd kifejlődni, majd kisméretű sporogonná alakul, amely bár fotoszintetikusan aktív, de élettanilag mégis teljesen függ az anyanövénytől. A sporogon a belesüllyed a archegonioforba és nagyon kicsi a gametofitonhoz képest. De ez a többi mohacsoportra is jellemző, hogy a sporofiton nagyon kicsi a gametofitonhoz képest. A sporofitonok archegoniofor alján helyezkednek el, ami négy-hat hosszanti repedéssel nyílik fel és így jutnak a szabadba a sporofiton által termelt spórák, melyeket ezután a szél terjeszt. Egyes nemzetségekben (pl. Corsinia ) a sporofiton beágyazódik a telepbe, így a spórák csak a gametofiton pusztulása, elbomlása után szabadulnak ki.

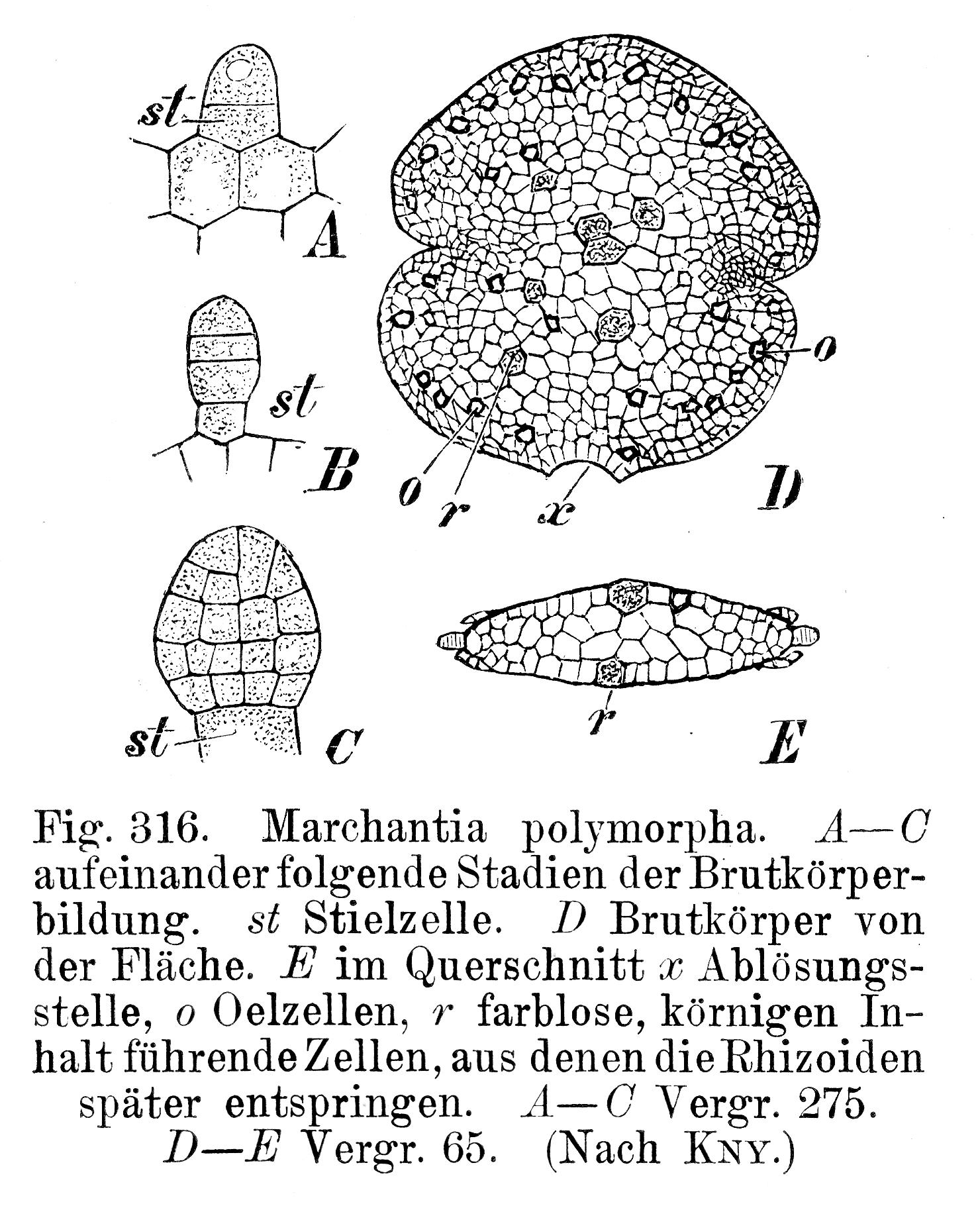
Csillagos májmoha sarjtestének rajza.
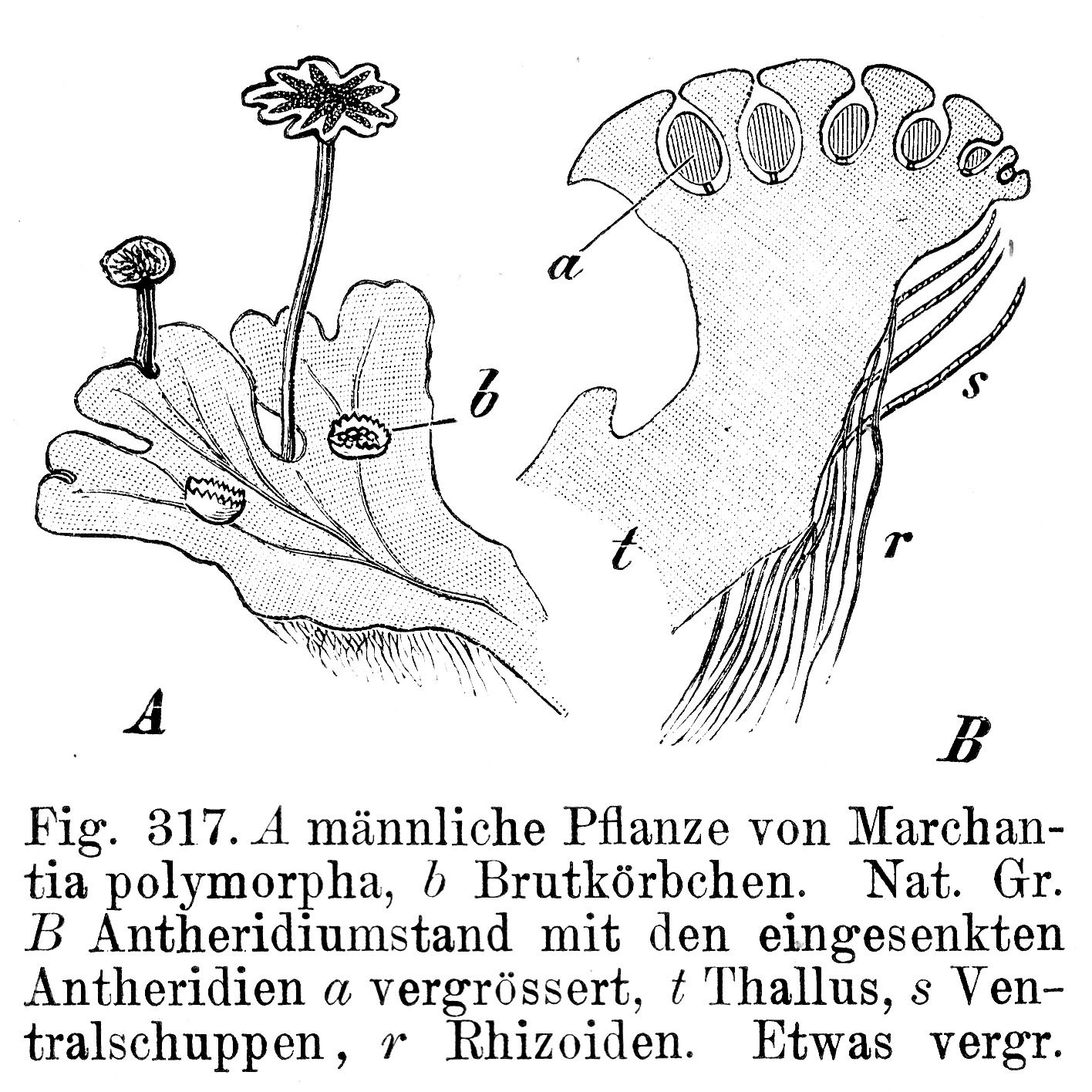
Csillagos májmoha hímivarszervek.
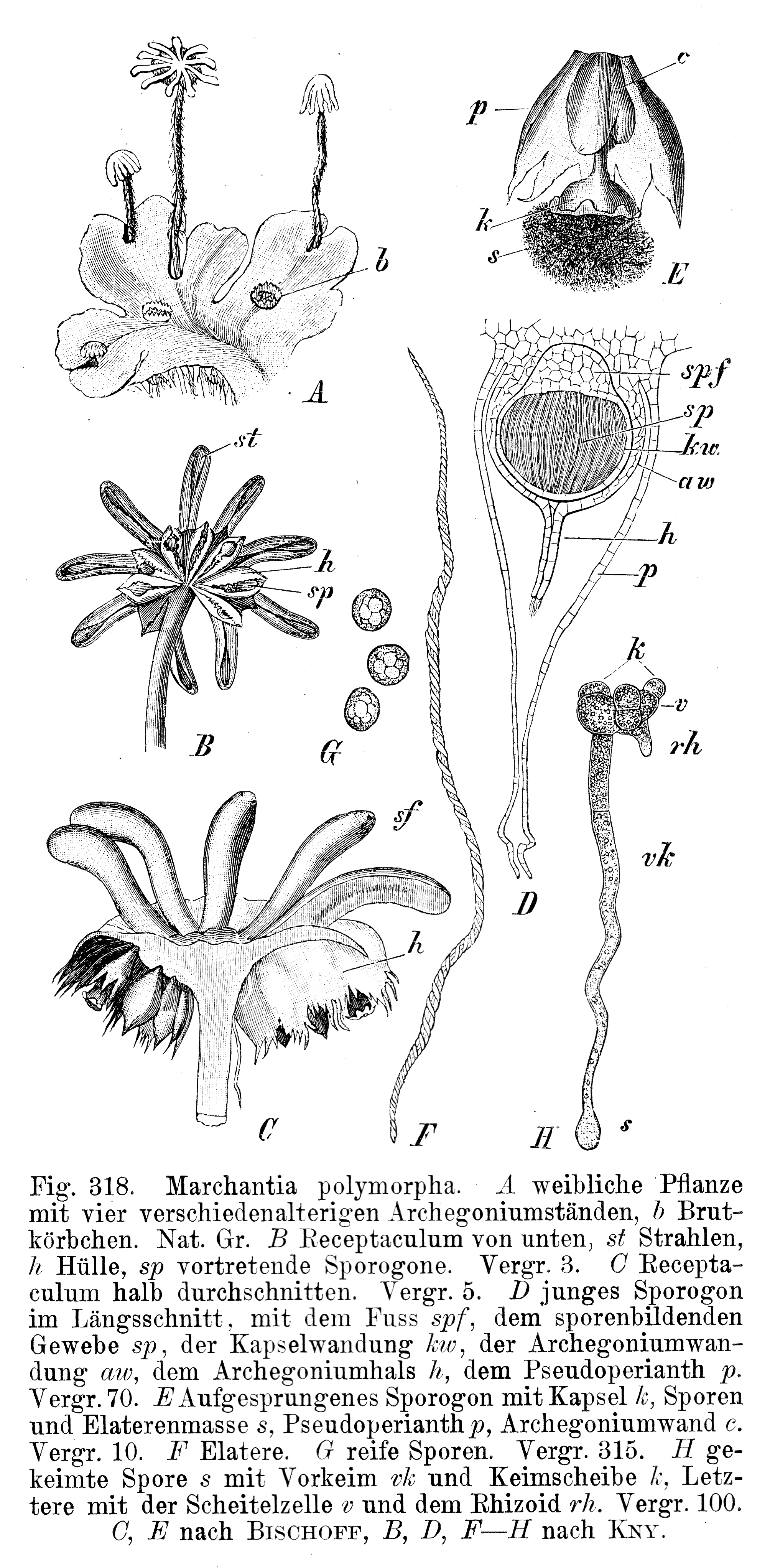
Csillagos májmoha női ivarszervek és a sporofiton.
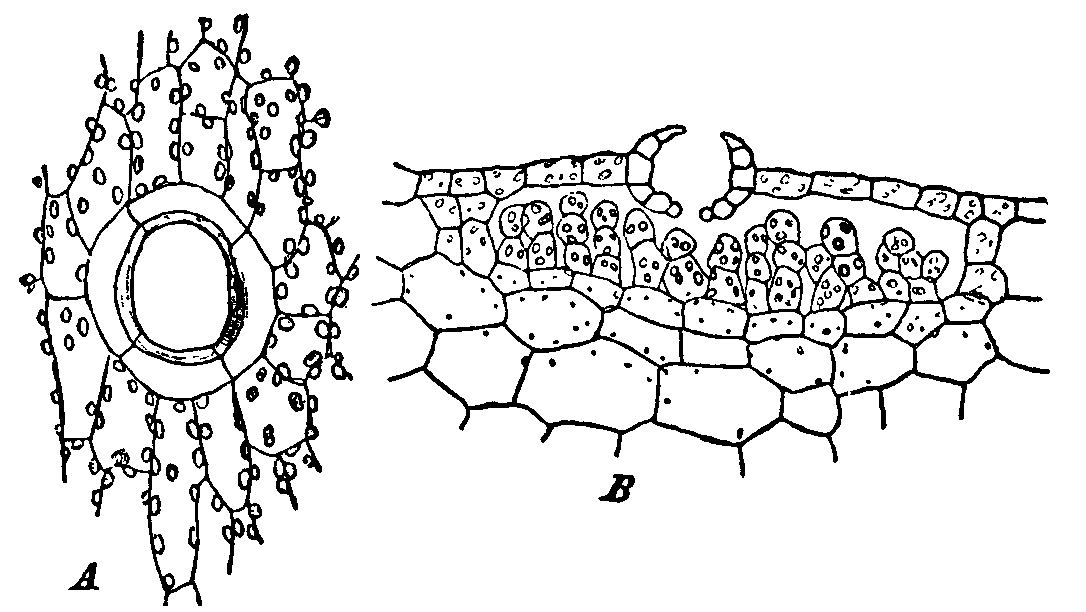
A Csillagos májmoha telepének pórusa és keresztmetszete.

## Előfordulás, élőhely
A Marchantiales fajok számos ökológiai fülkét foglalnak el. Képviselőik nem csak a nedves, jó vízellátottságú alpesi hóvölgyekben (Asterella lindenbergiana, Sauteria alpina), patak partokon (Conocephalum conicum) és mocsarakban (Marchantia aquatica) élnek, hanem a száraz és félsivatagos helyeken is (Targionia hypophylla, Plagiochasma rupestre). A száraz helyeken lévő fajok telepei kiszáradásakor feltekerednek és így védekeznek az erős kiszáradás és napsugárzás ellen.

## Rendszertan
A rendbe tizenhárom család tartozik körülbelül 448 jelenleg is élő fajjal:
Rend 'Marchantiales' Limpricht 1877
- Aytoniaceae Cavers 1911 család (Rebouliaceae; Grimaldiaceae) – 95 faj
- Cleveaceae Cavers 1911 család (Sauteriaceae) – 16 faj
- Conocephalaceae Müller ex Grolle 1972 család  - 3 faj
- Corsiniaceae Engler 1892 család (Exormothecaceae) – 13 faj
- Cyathodiaceae Stotler & Crandall-Stotler 2000 család – 13 faj
- Dumortieraceae Long 2006 család – 1 faj
- Marchantiaceae Lindley 1836 család – 50 faj
- Monocleaceae Frank 1877 család – 2 faj
- Monosoleniaceae Inoue 1966 család – 1 faj
- Oxymitraceae Müller ex Grolle 1972 – 2 faj
- Ricciaceae Reichenbach 1828 – 242 faj
- Targioniaceae Dumortier 1829család – 8 faj
- Wiesnerellaceae Inoue 1976 család – 2 faj

A Lunularia cruciata fajt régen a Marchantiales rendhez sorolták, de a modern molekuláris genetikai vizsgálatok óta különálló (monotípusos) rendbe sorolják ezt a fajt.

## Fordítás
Ez a szócikk részben vagy egészben  a   Marchantiales című német Wikipédia-szócikk ezen változatának fordításán alapul.  Az eredeti cikk szerkesztőit annak laptörténete sorolja fel. Ez a jelzés csupán a megfogalmazás eredetét és a szerzői jogokat jelzi, nem szolgál a cikkben szereplő információk forrásmegjelöléseként.